# Parque Cuchillitos de Tristán

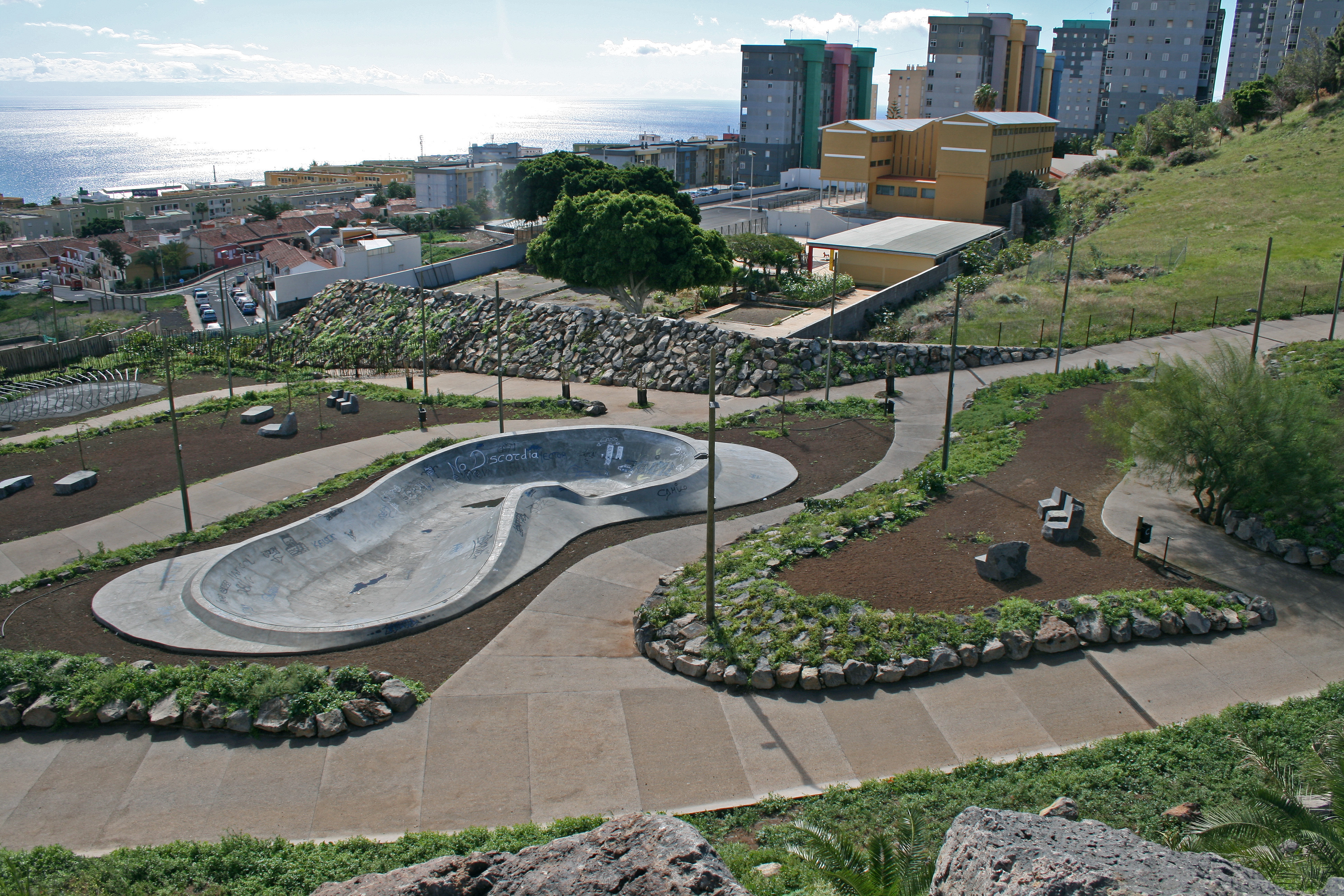
Imagen del Parque Cuchillitos de Tristán

El Parque Cuchillitos de Tristán de Santa Cruz de Tenerife (Tenerife, Canarias, España) fue inaugurado en febrero del 2007. El parque situado entre los barrios de Tristán, Miramar, el Camino del Hierro y el Polígono de Ofra tiene una superficie de 32.500 m². Toma su nombre de la finca que se encontraba en los terrenos donde se asienta.
Arquitectura
El arquitecto diseñador del parque es Fernando Menis, que se enfrentó a los siguientes puntos de partida.
1. Los importantes desniveles de la abrupta topografía original, con diferencias de casi 36m entre el linde Oeste y el Este.
2. Las vistas lejanas que surgen en el lugar hacia Santa Cruz y las cumbres de Anaga.
3. Los vientos dominantes surgen del Noreste.
4. La fuerte aridez de la zona.
5. La disparidad de conexiones urbanas existentes en su perímetro.

El trazado del parque resultante es orgánico, de estilo “jardín inglés”, con formas libres y caminos-recorridos sinuosos, que definen espacios abiertos y naturales, en la búsqueda de experiencias sensoriales.  La red de caminos de geometría libre adaptada a la topografía, define formas que recuerdan coladas volcánicas de la isla, al derramarse la lava por las laderas de la montaña, y permite hacer un recorrido por todo el parque, de una forma natural, salvando, con pendiente suave, la diferencia topográfica de 36m entre sus extremos.
El panque tiene tres zonas:
La primera zona, situada en la mitad oeste, viene definida por la gran explanada sensiblemente circular cubierta de césped a modo de pradera con suave pendiente ascendente, que queda enmarcada y protegida por un fuerte desnivel ascendente, poblado con masa arbórea, y se conecta con el acceso dispuesto en el extremo oeste, mediante la escalera preexistente.
La segunda zona, situada en la parte norte de la mitad Este, donde se encuentra la preexistencia del mirador,  se organiza en base al mismo, estableciendo dos caminos sinuosos que forman parte de la red de recorridos orgánica del parque, y ajustando la topografía y vegetación de la zona.
La vegetación dispuesta alrededor del mirador, con altura controlada, además de tamizar la contundencia de su impuesta presencia, actúa de barrera protectora entre los vecinos del entorno y los visitantes del mirador, de forma que se eviten las relaciones visuales no deseadas.
La tercera zona, situada en la parte sur de la mitad Este, se organiza sobre la base de la secuencia descendente de formas libres y abiertas, evocadoras de coladas volcánicas, en las que se disponen usos concretos de juegos o estancias,  para el disfrute de niños, jóvenes, adultos y mayores.
El límite con la trama urbana se establece mediante un camino peatonal a modo de senda que pierde las cualidades de acera, simplificando y potenciando la transición entre el parque y la ciudad construida. Este camino, al igual que los interiores del parque se dilata o retrae según las circunstancias y necesidades, haciendo más cordiales los puntos de encuentro.
De esta forma, la relación del parque con la trama urbana se hace más amable, buscando su complicidad e implicación con el entorno social que lo habita. La acera deja de serlo, para convertirse en una plaza lineal para el disfrute de los ciudadanos que deseen caminar por la zona con la percepción de la circulación rodada más atenuada. Este espacio que relaciona la trama urbana con el parque, se dilata a modo de zonas de estancia en cuatro puntos que conforman los cuatro accesos principales al parque: el situado en el extremo Este, que conecta con la rotonda-glorieta, el del extremo opuesto, en la zona alta al oeste, el que recoge la fluencia de los vecinos del barrio de Tristán, situado al norte, y el situado en el sureste, que conecta con la zona de los equipamientos deportivos.
Parque Cuchillitos es un parque social: ofrece un conjunto de seis espacios de uso específico para el disfrute de pequeños y mayores, que van desde los usos más intensos de juegos infantiles con columpios, toboganes, etc., (diseñados por el autor del proyecto, y homologados por la Comunidad Europea) que garantizan la total seguridad de los usuarios más pequeños, juegos de adultos, y la práctica de monopatín que, a modo de escultura, se ubica en el suelo con definición de las curvas reglamentarias para la práctica de este deporte. Y, por otra parte, las áreas más tranquilas pensadas para la tercera edad, dónde se contempla una zona de petanca, otra de estar con fuente, y una tercera de descanso.
En cuanto a la vegetación se conservaron los árboles preexistentes y se reutilizaron palmeras trasplantadas de otros lugares de la ciudad. Se pensó en el parque desde sus primeras etapas, en cómo sería mientras la vegetación no creciera para que siempre tuviera algo que ofrecer, aromas, colores y la visión de un parque inspirado en un cuadro de Kandinsky.
La vegetación proyectada, y actualmente en fase de crecimiento, refuerza las ideas planteadas de parque libre y naturalista, sobre la base de diferentes acciones.
Se dispuso una Pantalla Verde de arbolado de porte alto y colorido verde, rodeando por el exterior noroeste el espacio libre‐pradera, sensiblemente circular, con la intención de acotar el espacio y servir de fondo para posibles actividades multitudinarias al aire libre.
Se creó una pradera, en suave pendiente oeste‐este, mediante un plano continuo de césped, al modo de los espacios abiertos de los parques paisajísticos, como el espacio central del Central Park de Nueva York.
La organización del conjunto del Parque, desde su zona más baja en el extremo Este hasta la más alta en el Oeste, alrededor del espacio central de pradera, se configura como si de un cometa se tratara, con sus estelas serpenteantes, a modo de llamas de colores en continuo movimiento. El mirador, como zona que emerge suavemente, se convierte en la cabeza del cometa, a partir de la que surgen fragmentos de estelas, con formas orgánicas que recuerdan la silueta del fuego.
En cada una de estos espacios dinámicos, se plantan especies autóctonas de diferentes colores en su floración, de forma que en la primavera, se disponga de un festival de aroma y color en continuo movimiento.
En los taludes rocosos que conforman los bancales y las laderas del promontorio circular y del mirador, se dispone vegetación baja de barranco y frutales, que ya en la actualidad está consiguiendo hacer desaparecer la acumulación rocosa, cubriéndola de vegetación, como si de una ladera de la montaña se tratara.
Las plantas aromáticas dispuestas en el interior de la valla de protección perimetral, al crecer, la hacen desaparecer integrándola en la “naturaleza” del parque.
En definitiva, se plantea un parque natural, de fuerte componente paisajista, con diversidad de zonas, sensaciones, aromas y colores, buscando con intensidad disponer de oportunidades para tener nuevas y continuas experiencias sensoriales.